# Lilium alexandrae
Lilium alexandrae é uma espécie de planta perfumada com flor, pertencente à família Liliaceae.
A planta é nativa da província de Kagoshima no Japão, florescendo ao nível do mar até a altitude de 500 metros.